# معركة نهر إبرة
كانت معركة نهر إبرة أطول وأكبر معركة في الحرب الأهلية الإسبانية. دارت بين يوليو ونوفمبر من عام 1938،  وتركز القتال بشكل أساسي في منطقتين متوضعتين على المجرى الأدنى لنهر إبرة، وهما مقاطعة تيرا ألتا في كاتالونيا، ومنطقة أوتس القريبة من فايون في ماتارانيا السفلى، أسفل شرق أراغون. شهدت هذه المناطق ذات الكثافة السكانية المنخفضة أكبر مجموعة من الجيوش في الحرب. كانت المعركة كارثية بالنسبة للجمهورية الإسبانية الثانية، إذ سقط عشرات الآلاف من القتلى والجرحى وكان تأثيرها ضئيل على تقدم القوميين.

## المعركة

### الهجوم الجمهوري
أمضى الجيش الجمهوري أسبوعًا في الاستعداد لعبور نهر إبرة. وفقًا للمؤرخ أنتوني بيفور، تسلل مغاوير الفيلق الرابع عشر عبر النهر من أجل الحصول على معلومات حول مواقع الجبهة القومية، وتدربت القوات الجمهورية على عبور الوديان والأنهار على الساحل. شرح بعض العملاء البارزين، بمن فيهم رامون روفات، عملية جمع المعلومات الاستخباراتية وإعدادها بالتفصيل. سلّم عملاء الاستخبارات القومية تقارير إلى القيادة القومية العليا، توضح بالتفصيل تحركات القوات وتمركز الألوية الدولية، فضلًا عن وجود طوافات وجسور عائمة على الجانب الآخر من النهر، لكن حسب اعتقاد فرانكو فإن الجيش الجمهوري لم يكن مستعدًا لشن هجوم في نطاق نهر إبرة.
من أجل العبور، اختار الجمهوريون منعطف نهر إبرة بين فايون وبنيفاليت، وهي المنطقة التي تسيطر عليها الفرقة 50 التابعة للجيش القومي. بدأ الجيش الجمهوري العبور ليلة 24 – 25 يوليو خلال فترة غياب القمر. عبر المغاوير الجمهوريون النهر وقتلوا الحراس القوميين وربطوا حبال رسو القوارب الهجومية، ثم عبرت القوات الجمهورية الأولى في تسعين قاربًا (كان كل منها يحمل عشرة رجال). عبرت القوات المتبقية من الفيلق الخامس والفيلق الخامس عشر في اليوم التالي، باستخدام ثلاثة جسور عائمة ثم 12 جسرًا آخرًا. كان الهجوم مفاجئًا ونجحت القوات الجمهورية في بادئ الأمر. بيد أن هجومًا تابعًا بالقرب من أمبوستا، نفذه اللواء الدولي الرابع عشر، فشل بعد 18 ساعة من القتال، وتراجع اللواء الدولي الرابع عشر، بعد تكبده خسائر فادحة.
خلال اليوم الأول، حاصرت القوات الجمهورية قوات الفرقة خمسين التابعة للعقيد كامبوس، وأخذت 4,000 أسير، وفرّ العديد من الجنود القوميين الآخرين. بحلول المساء، تقدم تاغوينيا ثلاثة أميال في الشمال وتقدم ليستر 21 ميلًا في الوسط. بحلول 26 يوليو، احتلت القوات الجمهورية 800 كم مربع ووصلت إلى مشارف غانديسا؛ ومع ذلك، نشر القوميون الفرقة 13 التابعة لبارون في المدينة وفشلت القوات الجمهورية في احتلالها.
عندئذ، قرر فرانكو إرسال تعزيزات مكثفة إلى جبهة إبرة (ثماني فرق وأكثر من 140 قاذفة قنابل و100 مقاتلة) وأمر بفتح السدود في تريمب وكاراماسا. دمرت المياه الفائضة الجسور العائمة، إلا أن المهندسين الجمهوريين تمكنوا من إصلاحها في غضون يومين. من جديد، بدأ فيلق الكندور والفيلق الجوي في قصف وتدمير الجسور العائمة يوميًا، إلا أن المهندسين الجمهوريين تمكنوا من إصلاحها في كل ليلة. وبسبب هذا، تمكنت 22 دبابة وعدد قليل من المدفعية فقط عبور نهر إبرة، وبدأت المؤن والذخيرة ومياه الشرب تنفذ من القوات الجمهورية.

### حصار غانديسا
كان هدف الجمهوريين الرئيسي مدينة غانديسا، الواقعة على بعد نحو 25 كم غرب إبرة، وهي مفترق طرق أحدهم إلى كاتالونيا وآخران شمالي وجنوبي يمتدان بموازاة نهر إبرة. كانت التضاريس المحيطة بالمدينة جبلية، سادتها سلاسل كافالز وباندولز وفاتاريلا الجبلية والتي وفرت صخورها الكلسية الصلبة والبارزة إلى جانب الغطاء الحراجي الهزيل شيئًا من الحماية أمام نيران فرانكو.
في 27 يوليو، أمر موديستو بشن هجوم على غانديسا بدبابات تي – 26 وفي 30 يوليو قرر حشد دباباته ومدفعيته حول غانديسا وشن هجومًا باستخدام المشاة على المدينة. في 1 أغسطس، شن اللواء الدولي الخامس عشر هجومًا عنيفًا على التلة 481 أمام غانديسا، مما أدى إلى تكبد خسائر فادحة؛ ومع ذلك، فشل الهجوم الجمهوري بسبب التفوق الجوي والمدفعي للقوميين، وأمر موديستو جيش إبرة باتخاذ الوضع الدفاعي.